# Mummia Achaica
Mummia Achaica (* um 35 v. Chr.) war eine römische Adelige. Sie war die Mutter des römischen Kaisers Galba.

## Leben und Familie
Mummia Achaica war Urenkelin des Konsuls Lucius Mummius Achaicus, der durch die Zerstörung Korinths bekannt wurde, sowie Enkelin des Konsuls und Censors Quintus Lutatius Catulus.
Mummias Mutter war möglicherweise eine Lutatia, ihr Vater ein Mummius, der Legat des Marcus Licinius Crassus im Krieg gegen Spartacus war.
Mummia wurde wahrscheinlich um 35 v. Chr. geboren und heiratete den Suffektkonsul des Jahres 5 v. Chr., Gaius Sulpicius Galba. Die beiden hatten zwei gemeinsame Söhne: Gaius Sulpicius Galba, der 22 n. Chr. Konsul war, sowie Galba, der 68/69 n. Chr. für sechs Monate Kaiser war. Es ist nicht überliefert, ob sie (wie häufig behauptet) kurz nach Galbas Geburt starb oder ob ihr Mann sich von ihr trennte.